# Canalispira gomezi
Canalispira gomezi là một loài ốc biển nhỏ, là động vật thân mềm chân bụng sống ở biển trong họ Cystiscidae.

## Miêu tả
The vỏ ốc this species grows to a length of 3 mm.

## Phân bố
Loài này thường gặp ở Biển Caribe at Cuba, và in Vịnh Mexico.